# Тирил Екхоф
Тирил Екхоф (норв. Tiril Eckhoff; Берум, 21. мај 1990) је норвешка биатлонка, освајачица олимпијских медаља у биатлону. На олимпијским играма 2014. у Сочију освојила је златну медаљу као део мешовите штафете, бронзу у масовном старту и у женској штафети. На Светском првенству 2015. освојила је бронзану медаљу у мешовитој штафети. Најбољи пласман у Светском купу јој је 7. место у сезони 2013/14. На Олимпијским играма у Пјонгчангу 2018. освојила је нову бронзу у масовном старту и сребро са мешовитом штафетом.